# 彼得·威克曼
彼得·威克曼博士（英語：Dr. Peter Venkman）是一名出現於「魔鬼剋星系列」的虛構人物。該角色登場於真人電影《魔鬼剋星》、《魔鬼剋星2》與電視動畫《魔鬼剋星》。在兩部真人電影中由比爾·莫瑞飾演該角，而電視動畫則由羅倫佐·繆傑和戴夫·庫利爾擔任配音。
彼得·威克曼是一名超心理學家和魔鬼剋星的領導者。2008年，彼得受《帝國雜誌》選為「在任何時刻百大電影人物」之一，《帝國雜誌》的尼克·狄山連描述：「終極紐約英雄：冷嘲熱諷、挖苦、暗藏溫和的個性」。

## 人物
彼得·威克曼出生於紐約的布魯克林，是魔鬼剋星的三名超心理學博士之一。他擁有超心理學和心理學兩個博士學位。興趣是研究對於超自然現象的第六感；但彼得似乎不相信鬼魂，直到他親眼見到。在電影中，彼得是名輕浮和風流的人，所以常被人認為他是個科學騙子。雖然，彼得時常表現地無精打采、不太認真地模樣，但他卻有著精明的智商、口才和社交能力；彼得曾說服市長釋放他們，來試圖阻止紐約的危機。

## 外部連結
- 互联网电影数据库上彼得·威克曼的资料